# Toolse jõgi
Toolse jõgi är en 24 km långt vattendrag i Estland. Den mynnar i Kunda laht i Finska viken vid byn Toolse. Det ligger i landskapet Lääne-Virumaa, i den norra delen av landet, 100 km öster om huvudstaden Tallinn.